# Pheleuscelus nigrodentatus
Pheleuscelus nigrodentatus es una especie de coleóptero de la familia Attelabidae.

## Distribución geográfica
Habita en Ecuador.